# Stadspark Maastricht
Het Stadspark Maastricht is een stadspark aan de rand van het centrum van de Nederlandse stad Maastricht. Het park bestaat uit een reeks van deelparken, die in de loop van de 19e en 20e eeuw zijn aangelegd en elk een eigen sfeer hebben. Het parkontwerp wordt voor een groot deel bepaald door de aanwezigheid van de vestingwerken van Maastricht.

## Ligging
Het park strekt zich vanaf de Graanmarkt in zuidelijke richting uit langs de westoever van de Maas en ten oosten van de Onze Lieve Vrouwewal tot aan de aanlanding van de John F. Kennedybrug. Het park strekt zich verder in westelijke richting uit langs de Jeker en de zuidelijke stadswal tot aan de Tongersestraat.
Aan de oostkant wordt het park via de Hoge Brug (een voetgangers- en fietsersbrug) verbonden met het Plein 1992 en het Charles Eyckpark. Aan de westkant vormt de drukke Prins Bisschopsingel een barrière tussen het Stadspark aan de ene kant en het Waldeckpark, Jekerpark en Jekerdal aan de andere kant.

## Geschiedenis

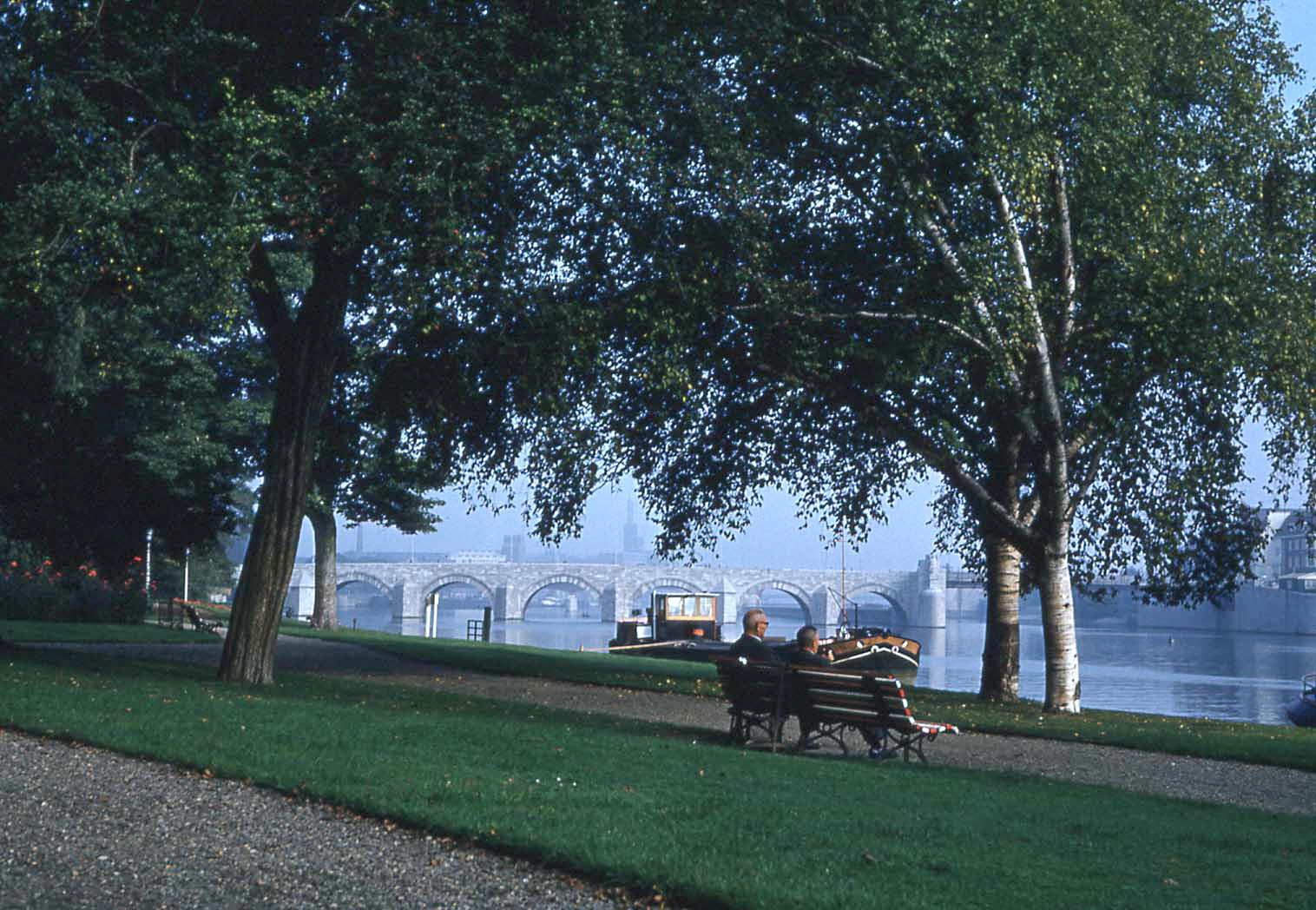
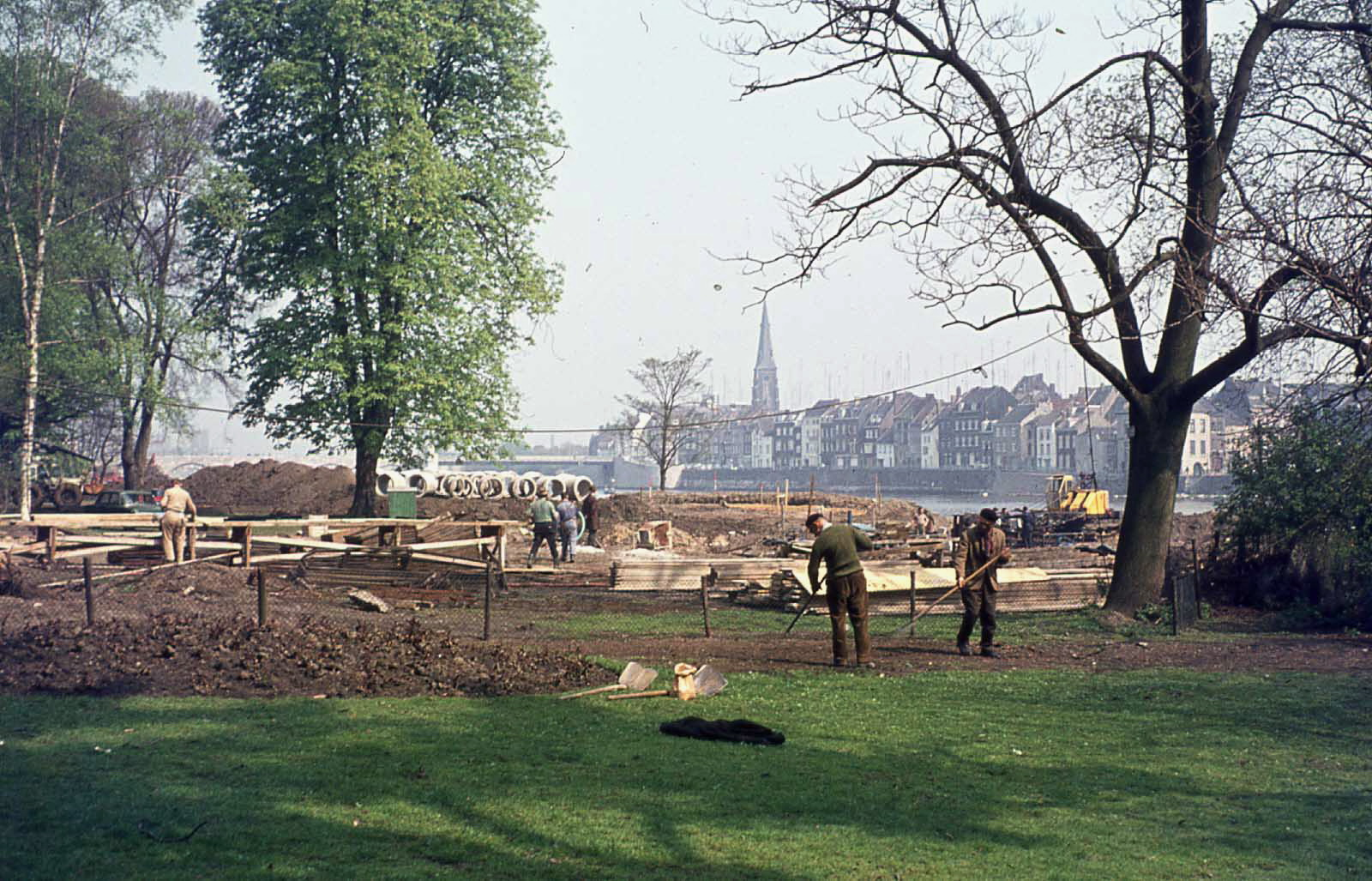
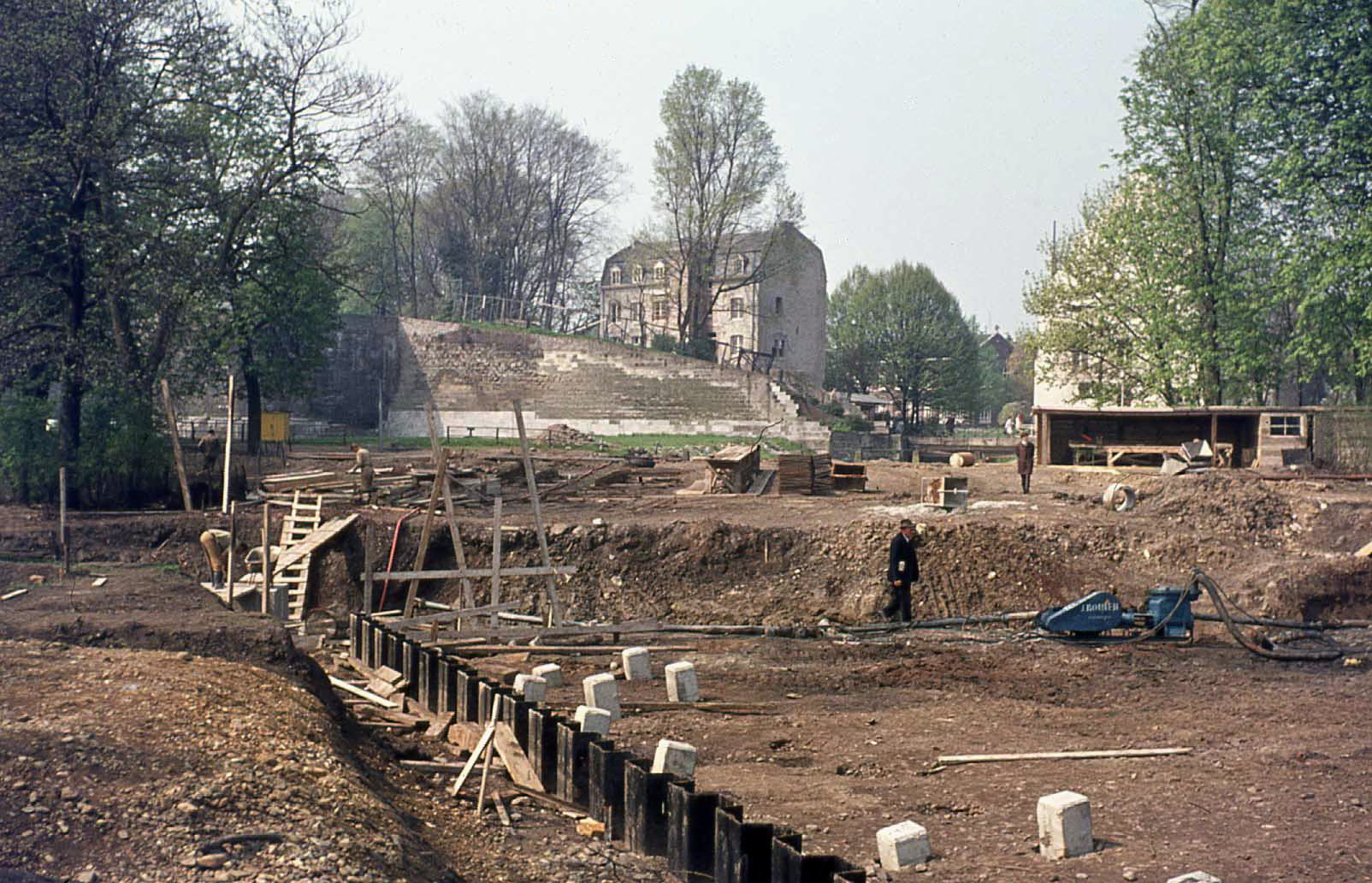
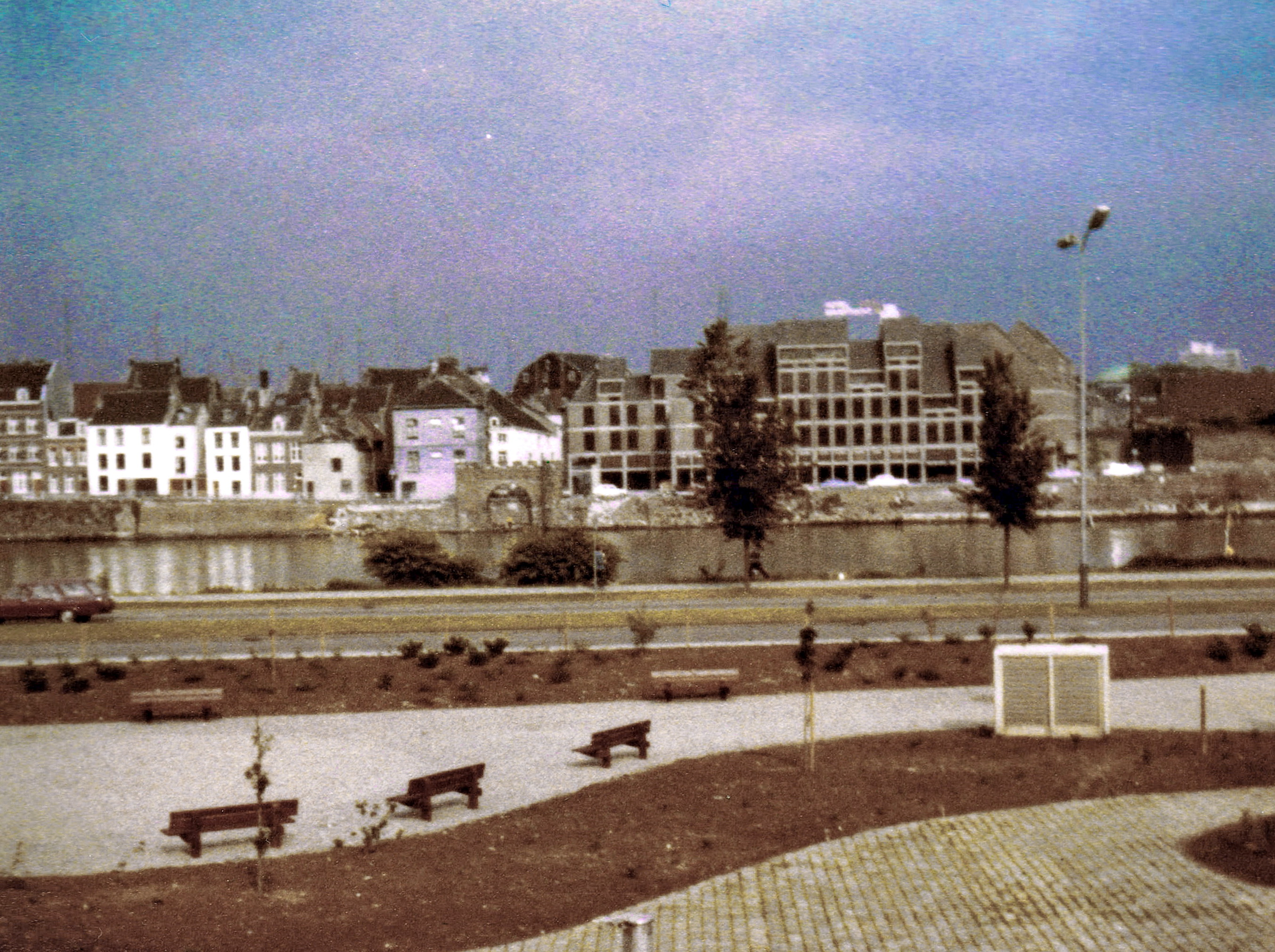

Door de eeuwen heen heeft het stadspark verschillende verschijningsvormen gehad. Sinds 1706 bestond er al een wandelplaats tussen de toenmalige Onze-Lieve-Vrouwepoort en de Maas. Deze voorloper van het stadspark, De Boompjes genoemd, bestond uit een keurig in het gelid staande aanplant. In 1831, tijdens de Blokkade van Maastricht, werden de bomen gerooid en werd hier een exercitieplaats ingericht. Na het opheffen van de blokkade werd het park heraangelegd in Engelse landschapsstijl met slingerende paden, een vijver (grenouillère genoemd: "kikkerbad") en een grotere variatie aan planten, waaronder enkele zeldzame bomen. In het park bevond zich een koffiehuis met terras en een muziekkiosk. In de volksmond werd deze tuin Ingelsen Hoof genoemd; de officiële aanduiding was vanaf 1837 Stadswandelpark.
In de jaren 1860 werd het Stadswandelpark in zuidelijke richting uitgebreid naar plannen van de Leuvense tuinarchitect Egidius Rosseels (1800-1877). Nadat in 1881 de bolwerken Hessen en Nassau-Weilberg ontmanteld waren, kon het kanaal naar Luik naar het westen verlegd worden en ontstond er een bredere parkstrook tussen kanaal en Maas. Deze parkuitbreiding werd ontworpen door de zoon van Egidius Rosseels, Liévin Rosseels, eveneens in Engelse landschapsstijl. De parkstrook was met een pont rustique over het kanaal verbonden met het Villapark, de nieuwe woonwijk voor welgestelden. Vanaf 1886 werd het park, opnieuw naar ontwerp van de jonge Rosseels, verder uitgebreid in westelijke richting met het Monseigneur Nolenspark en het Henri Hermanspark. Daarbij werd de vijfhoekige aarden wal rondom het rondeel Haet ende Nijt afgegraven, zodat dit monument volledig door water omgeven zou zijn en daardoor beter uit zou komen. Vanaf 1888 verbond de Poort Waerachtig, een doorbraak in de stadsmuur naar een historiserend ontwerp van Victor de Stuers, het park en het Villapark met het Jekerkwartier.
Na de bouw van de Tapijnkazerne in 1916 werd de smalle strook tussen kazerne en zuidelijke stadswal aan het park toegevoegd, evenals het westelijk van het kazerneterrein gelegen Aldenhofpark (aanvankelijk Wilhelminapark geheten). In 1920 werd de vereniging "Stadsverfraaiing" opgericht, die zich ten doel stelde in dit deel van het park een dierenpark in te richten. Kort na 1920 werden een volière, een duiventil en een hertenkamp gerealiseerd, waarvoor Prins Hendrik enkele edelherten beschikbaar stelde. In 1920 kocht de gemeente Maastricht van het Hamburgse Circus Hagenbeck twee bruine beren, die in het Aldenhofpark provisorisch gehuisvest werden in een van tralies voorziene kazemat van het bastion Wilhelmina. In 1970 werd de nog bestaande, betonnen berenkuil in gebruik genomen. In 1993 vertrok de laatste beer naar Ouwehands Dierenpark. In 2001 werd de berenkuil herschapen in een kunstwerk, dat een monument voor het uitgestorven dier verbeeld.
Tot omstreeks 1960 werd het park, dat met een hek was omgeven, tussen 19:00 uur en een half uur voor zonsopgang, gesloten voor het publiek. Door de bouw van de John F. Kennedybrug en de aanleg van de ringweg om Maastricht werd er halverwege de jaren 1960 flink in het park geknipt. Ook een riviercorrectie, de aanleg van de Maasboulevard en de bouw van een ondergrondse parkeergarage gingen ten koste van het park. Van de oude, bijzondere beplanting verdween door deze infrastructurele ingrepen circa 90 %. Het park werd tussen 1975 en 1983 in fasen gereconstrueerd. In 2015 kon het park worden uitgebreid met een deel van het terrein van de voormalige Tapijnkazerne.
Het Stadspark voor, tijdens en na de aanleg van de Maasboulevard

## Beschrijving van het park
Het huidige Stadspark bestaat uit een aantal deelparken, die alle verschillend in sfeer en functie zijn. De smalle strook tussen de Maas en de Maasboulevard heet D'n Ingelsen Hoof ('de Engelse tuin'). Hier bevond zich eind twintigste eeuw het Maaspaviljoen, nu Stayokay hotel (voorheen jeugdherberg). Het parkdeel tussen enerzijds de Maasboulevard en anderzijds Onze-Lieve-Vrouwewal en Sint Pieterskade heet tegenwoordig Kempland (naar de Maastrichtse dichter Pierre Kemp). Dit gedeelte is deels aangelegd boven een ondergrondse parkeergarage en heeft om die reden een eenvoudige inrichting met ligweiden. Aan de voet van de Onze-Lieve-Vrouwewal staan een vijftal historische kanonnen opgesteld. Bij de Jekertoren buigt de eerste middeleeuwse stadsmuur naar het westen, richting Helpoort. Hier ligt het schilderachtige Faliezusterspark. Rondom het rondeel Haet ende Nijt ligt het Monseigneur Nolenspark, een wandelpark met eendenvijver en veel oude bomen. Het Henri Hermanspark ligt verder naar het westen, tussen de stadswal en de Tapijnkazerne en is door de aanwezigheid van hertenkamp en volière favoriet bij gezinnen met kinderen. De dieren worden verzorgd door de Stichting Dierenpark, de opvolger van de vereniging Stadsverfraaiing. In dit gedeelte van het park zijn nog aanzienlijke delen van de tweede middeleeuwse stadsmuur van Maastricht bewaard gebleven, onder andere de Nieuwenhofwal met diverse waltorens en het Nieuwenhofpoortje. Westelijk hiervan ligt de waterpoort De Reek, waar een tak van het riviertje de Jeker de stad binnenstroomt, en de Jezuïetenwal. Voor de westelijke muur van de Jezuïetenwal staat het bronzen standbeeld van d'Artagnan, de Franse musketier die bij het beleg van 1673 voor de poorten van Maastricht sneuvelde. Het stadspark heet hier Aldenhofpark. Hier bevindt zich tevens de oude berenkuil, die thans het kunstwerk Halfautomatische Troostmachine van Michel Huisman herbergt.
In het park bevindt zich een vijftiental monumentale bomen, waaronder een ginkgo, een mammoetboom, een tulpenboom, twee honingbomen, twee zilverlindes, een doodsbeenderenboom en een 39 m hoge gewone plataan.

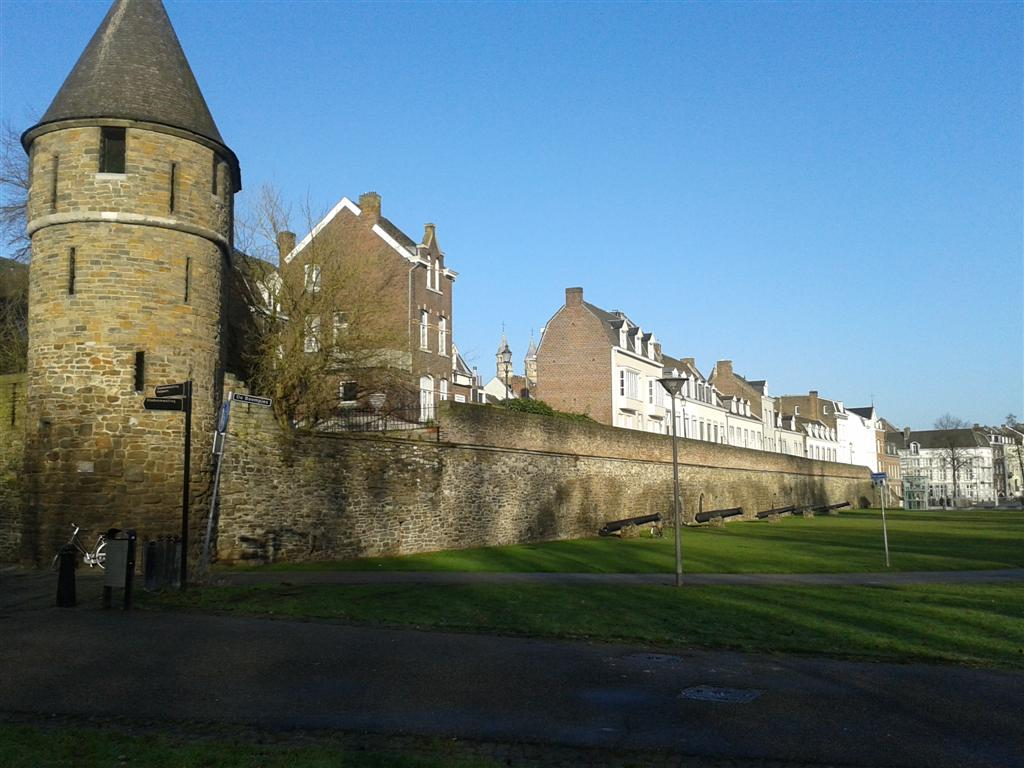
Onze-Lieve-Vrouwewal
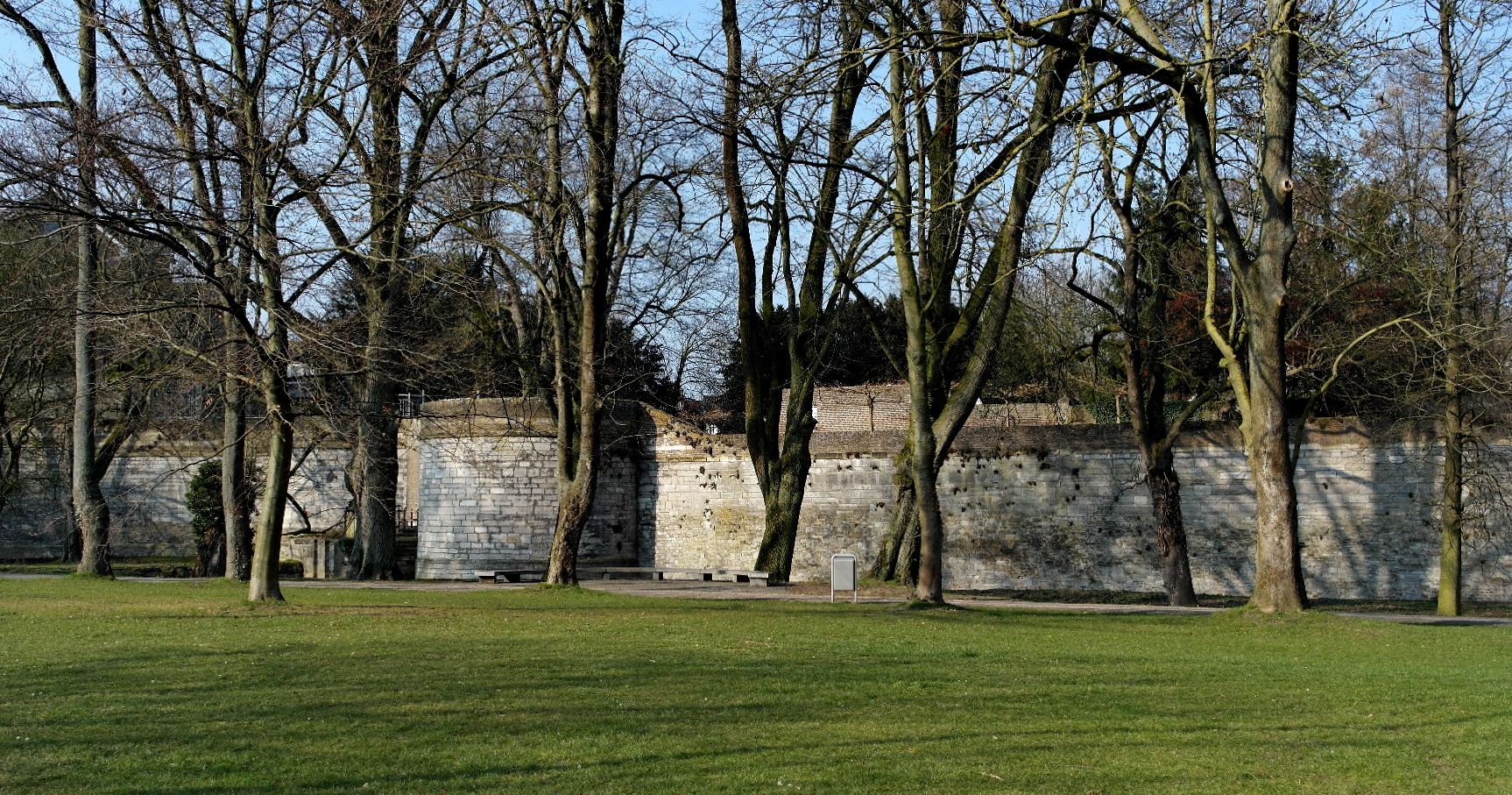
Jezuïetenwal en Nieuwenhofwal
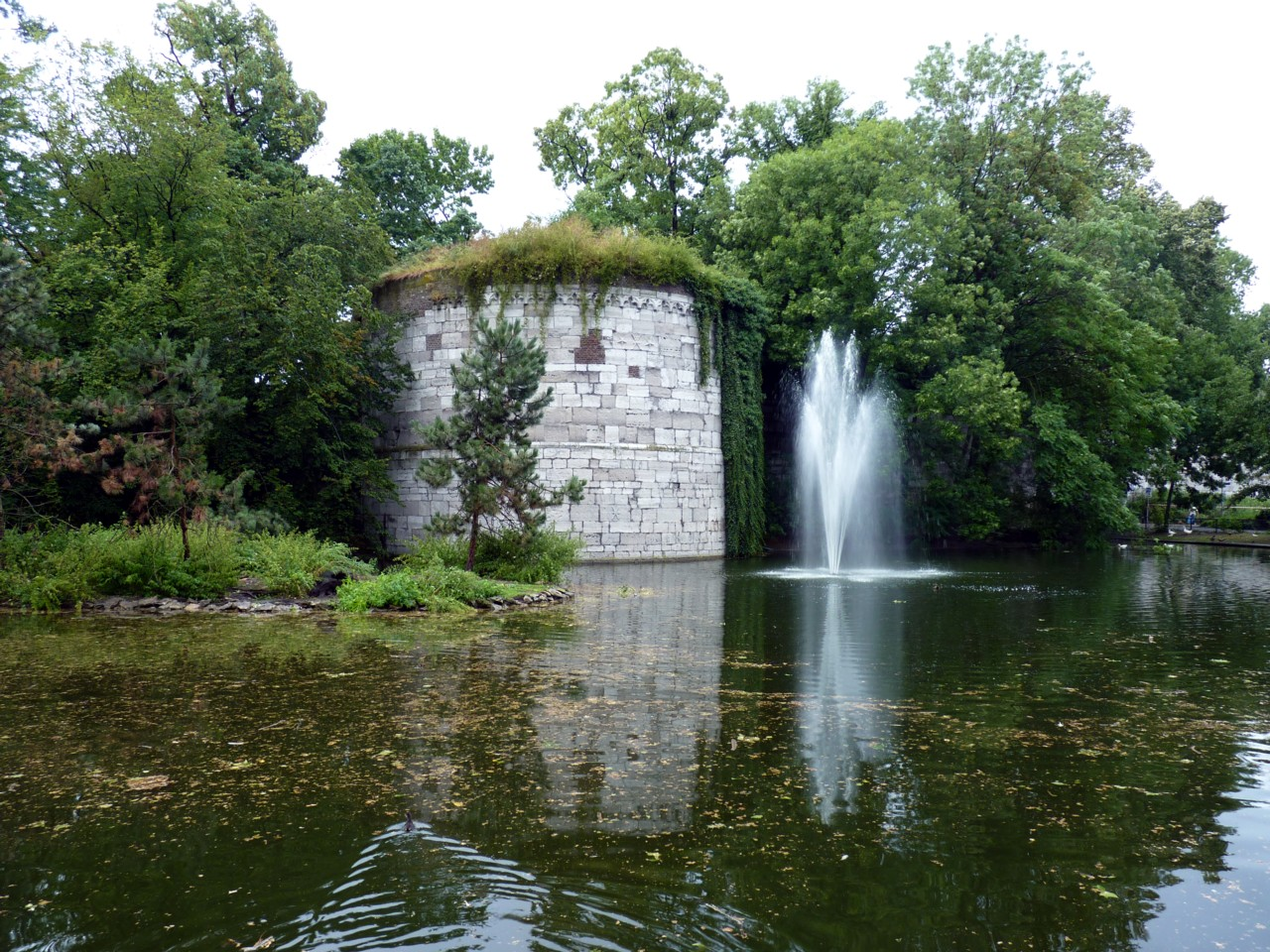
Rondeel De Vijf Koppen
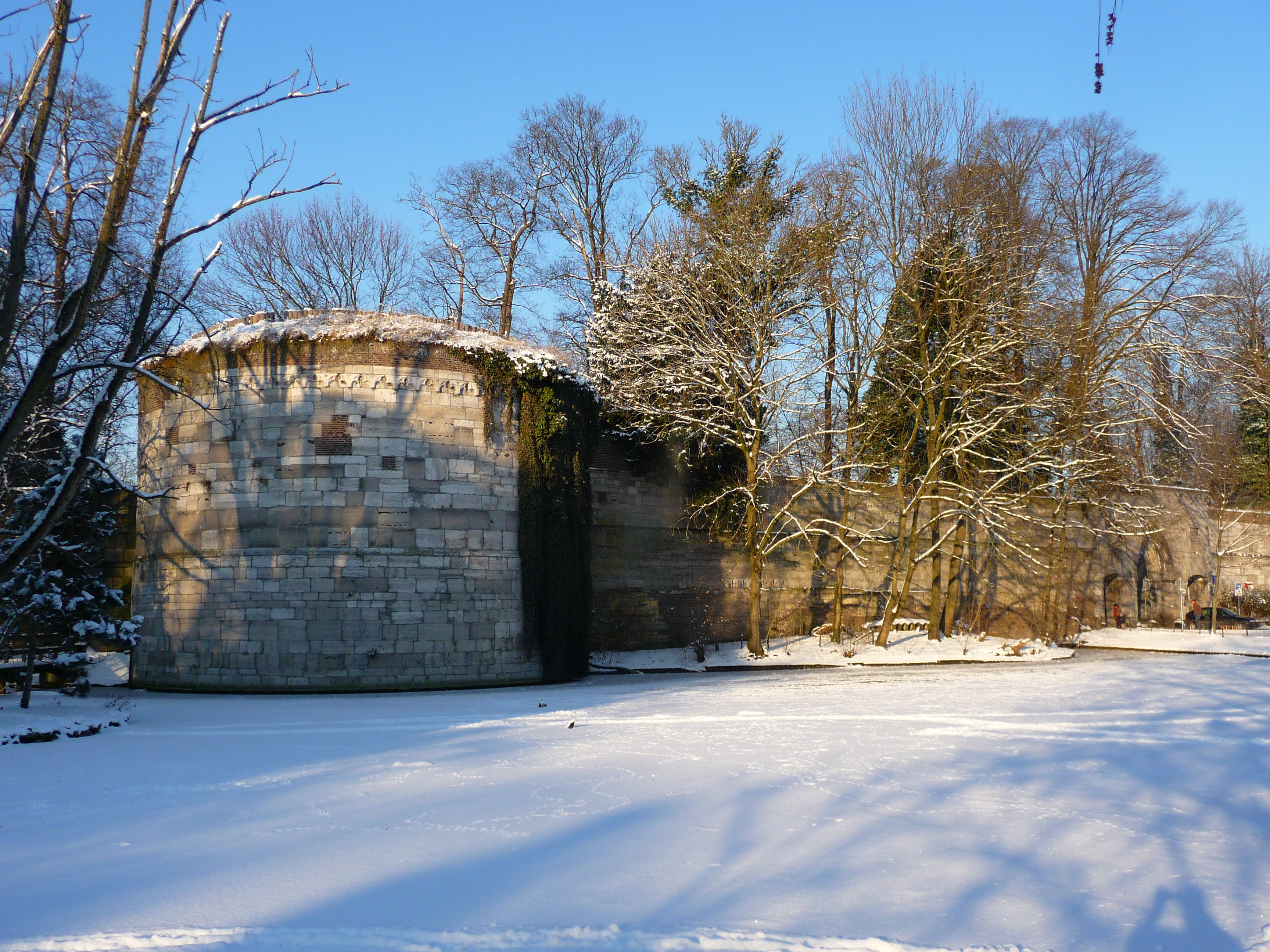
Rondeel Haet ende Nijt
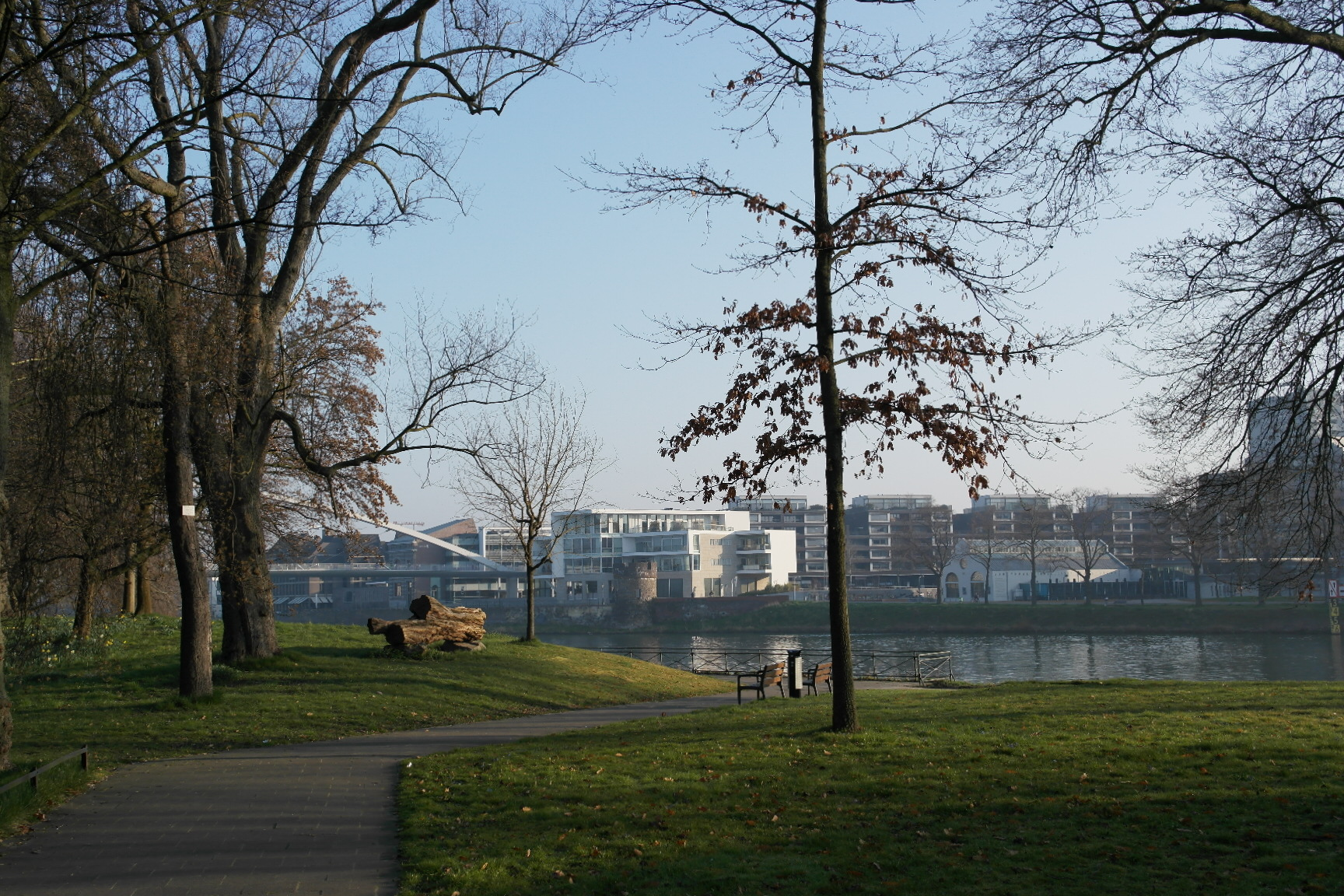
Ingelsen Hoof langs de Maas
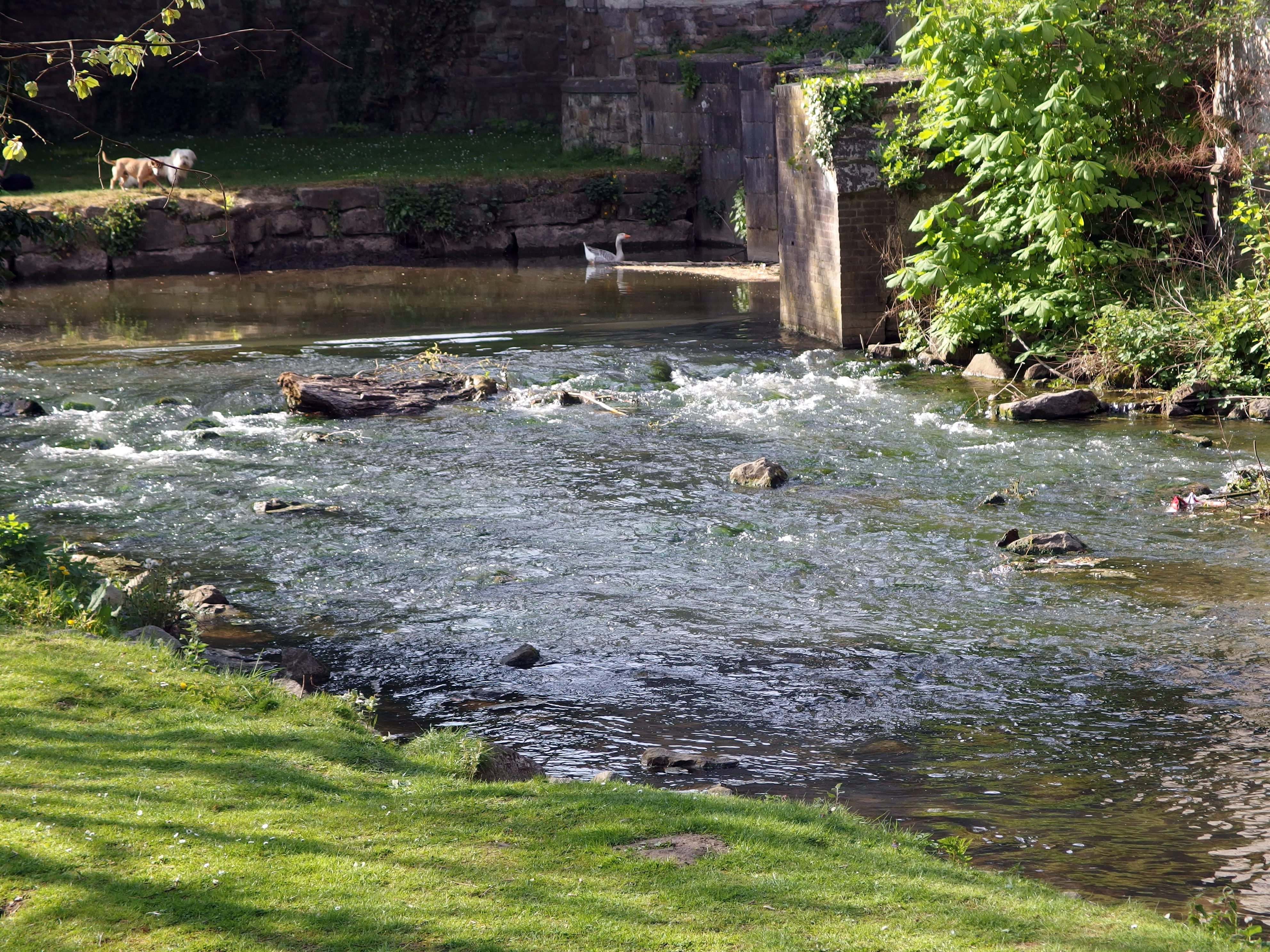
Jeker nabij De Reek
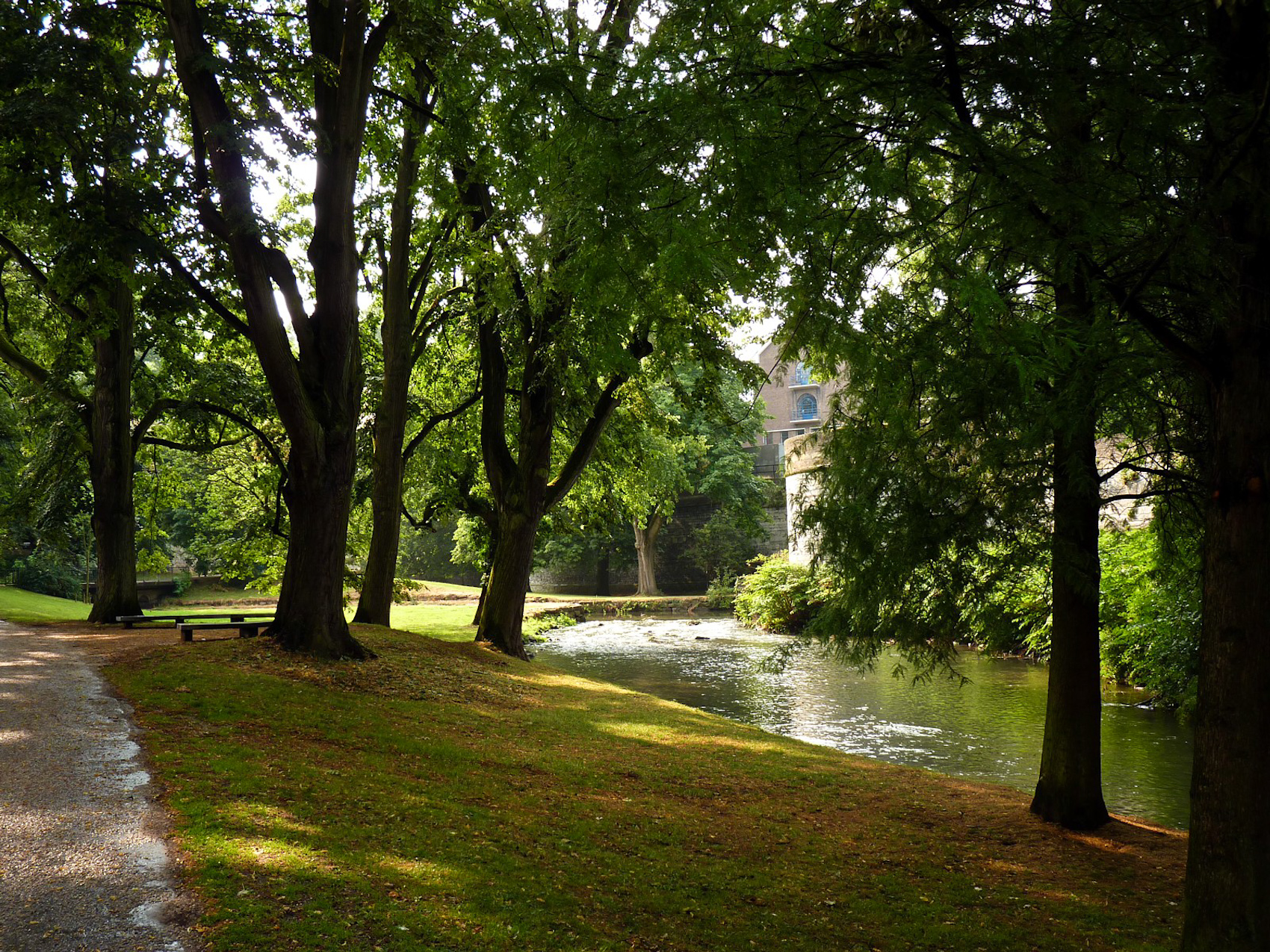
Henri Hermanspark
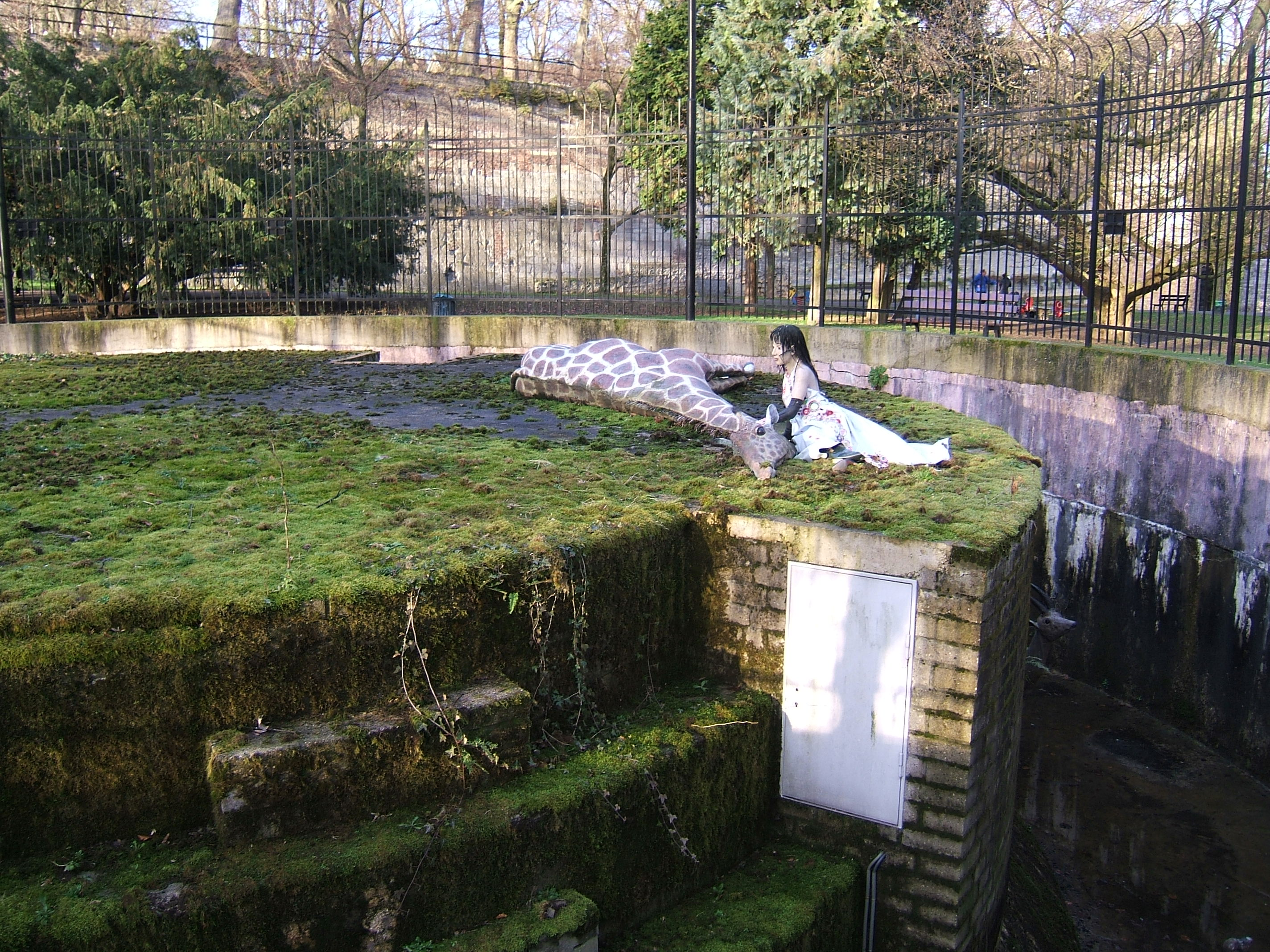
Kunstwerk Aldenhofpark
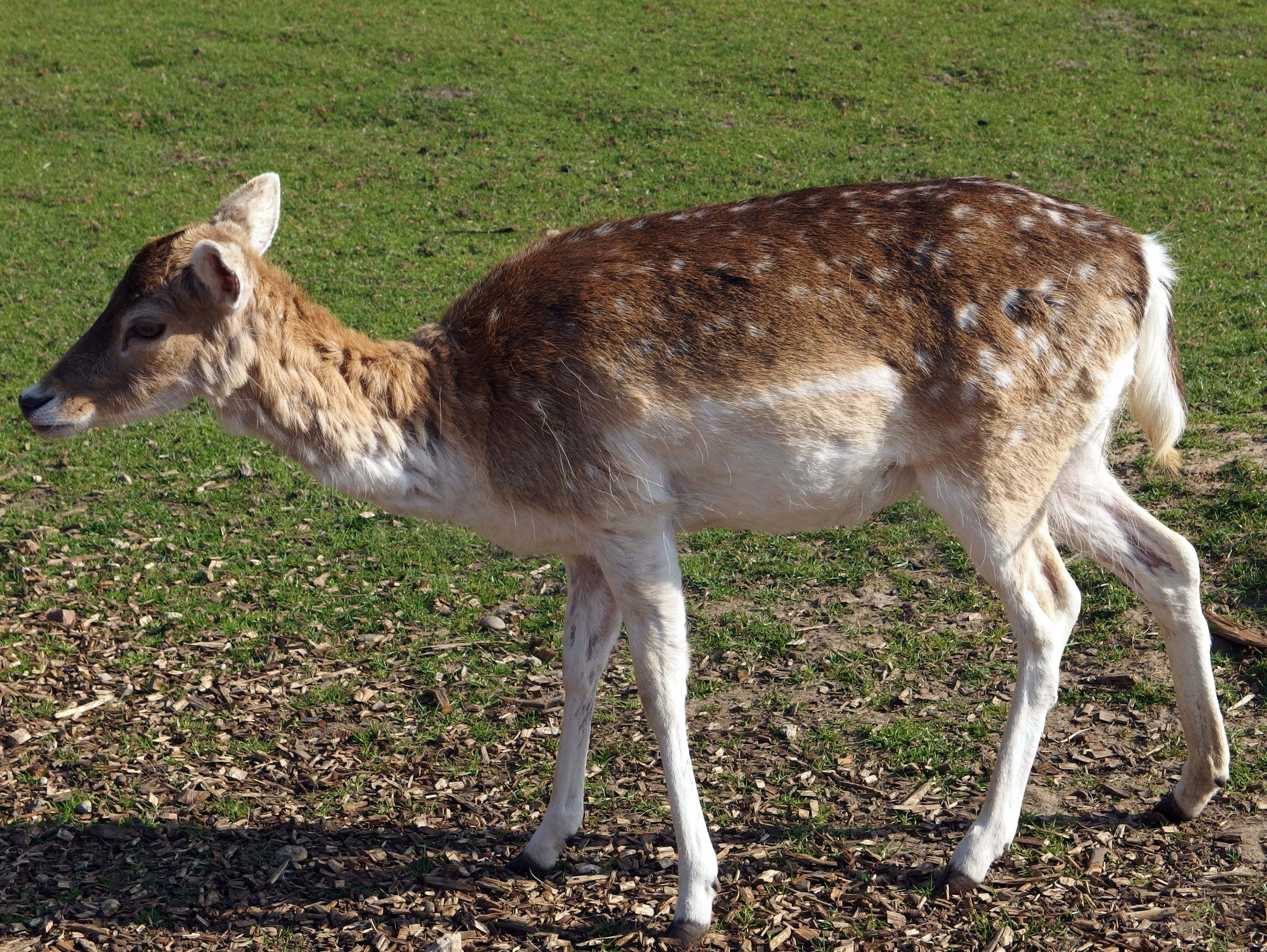
Hert in dierenpark
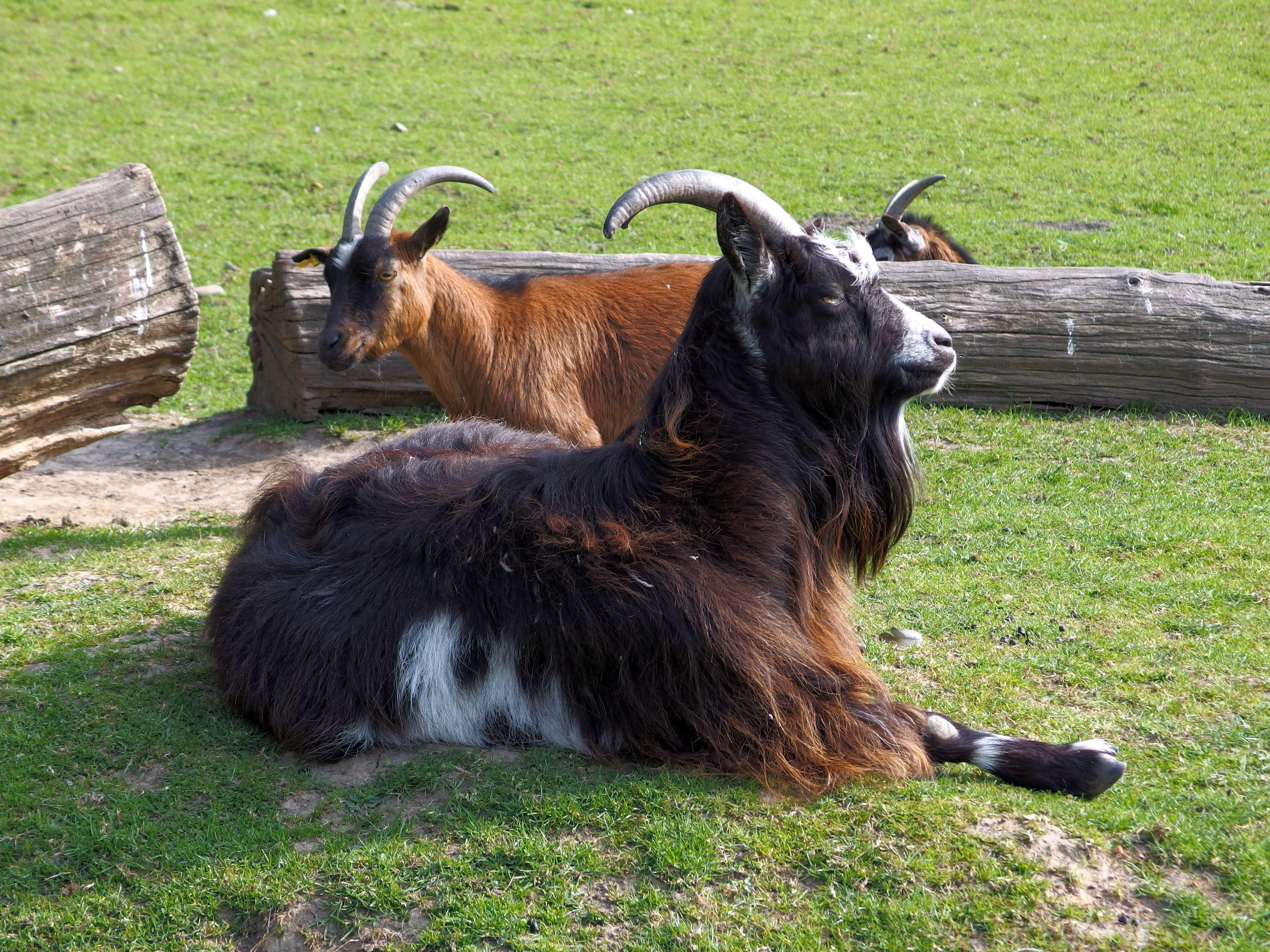
Geiten
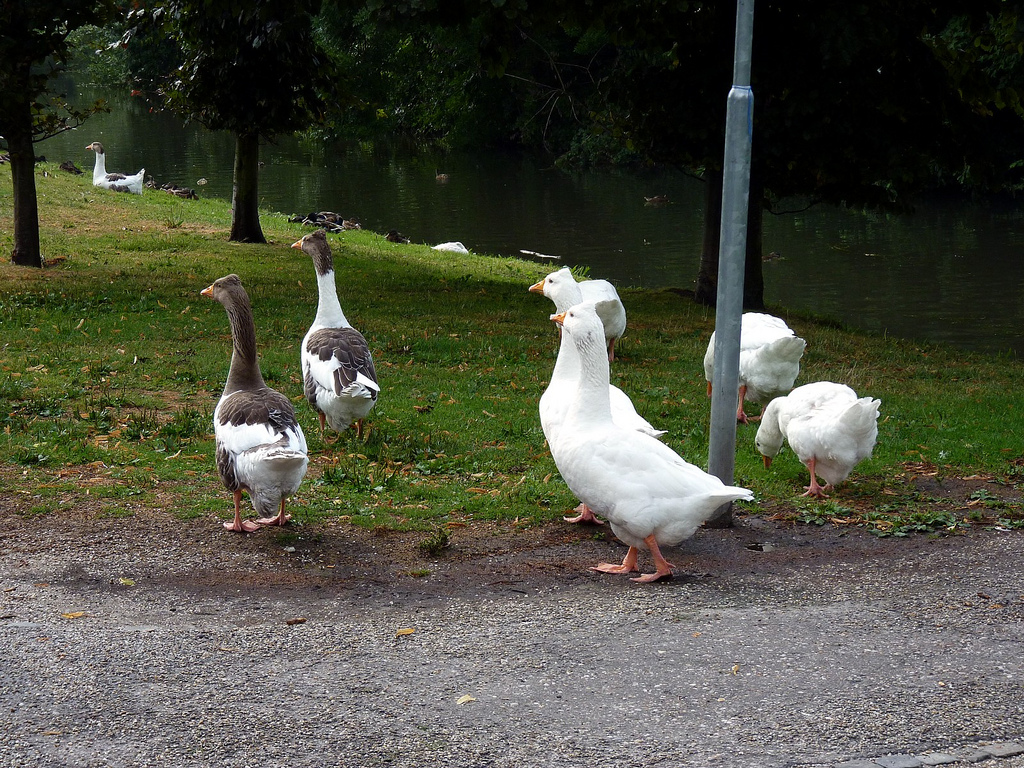
Ganzen
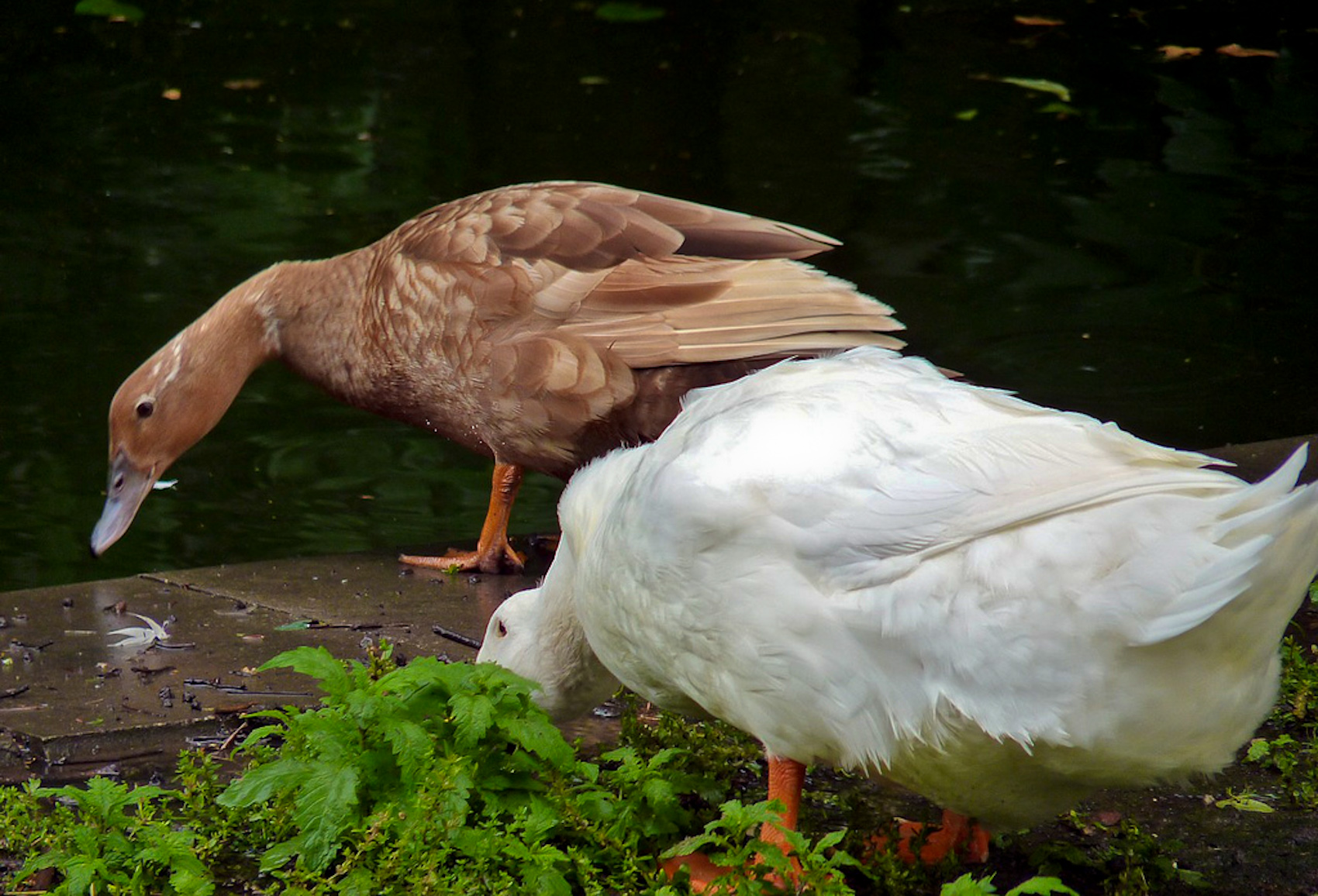
Eenden